# Ernesto Torregrossa
Ernesto Torregrossa (San Cataldo, Italia; 28 de junio de 1992) es un futbolista ítalo-venezolano que juega como delantero en la Carrarese de la Serie B de Italia.

## Selección nacional
Debutó con la selección de fútbol de Venezuela el 15 de noviembre de 2022, en un partido amistoso frente a la Selección de fútbol de Panamá entrando al minuto 46, donde marcaría el gol del empate al minuto 90+3 quedando 2:2 de forma definitiva el encuentro.
En su segundo encuentro entró por primera vez de titular y anotó un gol para ayudar al combinado vinotinto a ganar 2-1 frente a Siria

## Clubes
| Club        | País   | Año            |
| ----------- | ------ | -------------- |
| Verona      | Italia | 2010-2013      |
| Siracusa    | Italia | 2011           |
| Monza       | Italia | 2011-2012      |
| Como        | Italia | 2012-2013      |
| Lumezzane   | Italia | 2013-2014      |
| Verona      | Italia | 2014-2018      |
| Crotone     | Italia | 2014-2015      |
| Trapani     | Italia | 2015-2016      |
| Brescia     | Italia | 2016-2021      |
| Sampdoria   | Italia | 2021-2023      |
| Pisa        | Italia | 2023-2024      |
| Salernitana | Italia | 2024 -2025     |
| Carrarese   | Italia | 2025- Presente |

## Palmarés

### Campeonatos nacionales
| Título           | Club           | País   | Año     |
| ---------------- | -------------- | ------ | ------- |
| Serie B (Italia) | Brescia Calcio | Italia | 2018-19 |

## Vida privada
Ernesto es hijo del exfutbolista italo-venezolano Lirio Torregrossa, nacido en la ciudad venezolana de Calabozo. Su padre es un exfutbolista que llegó a disputar tanto la Serie D como la Serie B de Italia en los años 1980. Mientras que su madre es la exjugadora de voleibol argentina Karina Rezzonico, que llegó a Sicilia en 1990 contratada por la San Cataldo. Allí se radicó y se casó con Lirio. Ernesto también tiene un hermano, Raúl, también futbolista.